# Adolphe-Charles de Partz de Pressy
Pour les articles homonymes, voir Partz de Pressy.
Adolphe-Charles, marquis de Partz de Pressy, né le 3 juillet 1819 à Équirre et mort le 1er juin 1910 à Équirre, est un homme politique français.

## Biographie
Riche propriétaire, descendant d'une famille nobiliaire, il se présenta pour la première fois, comme candidat monarchiste indépendant, aux élections du 24 mai 1869 pour le corps législatif, dans la 6e circonscription du Pas-de-Calais, mais échoua. 
Après la chute de l'Empire, Partz de Pressy fut porté sur la liste conservatrice, dans le Pas-de-Calais, et élu, le 8 février 1871, représentant de ce département à l'Assemblée nationale. 
Il prit place à droite, parmi les légitimistes, fit partie de la réunion des chevau-légers  et du cercle des Réservoirs et signa la proposition tendant au rétablissement de la monarchie. 
Conseiller général du Pas-de-Calais pour le canton d'Heuchin depuis 1867, il refusa, en 1876, la candidature au Sénat, et se présenta avec succès aux élections législatives du 20 février, qui le firent député de l'arrondissement de Saint-Pol. 
Il siégea dans la minorité conservatrice, fut, à la suite de l'acte du 16 mai 1877, au nombre des députés qui appuyèrent la politique du cabinet de Broglie, et, candidat officiel du gouvernement après la dissolution, il obtint sa réélection le 14 octobre 1877.
Il échoua au renouvellement du 21 août 1881, mais rerentra, grâce au scrutin de liste, dans la vie parlementaire; ayant été porté, le 4 octobre 1885, sur la liste monarchiste du Pas-de-Calais, il fut élu député.
Il ne se représente pas en 1889 mais reste maire de son village jusqu'à son décès.

## Sources
1. 1 2  Les parlementaires du Nord-Pas-de-Calais sous la IIIe République, Publications de l’Institut de recherches historiques du Septentrion, coll. « Histoire et littérature du Septentrion (IRHiS) », 19 mai 2018 (ISBN 978-2-490296-05-7, lire en ligne)

- « Adolphe-Charles de Partz de Pressy », dans Adolphe Robert et Gaston Cougny, Dictionnaire des parlementaires français, Edgar Bourloton, 1889-1891 [détail de l’édition]